# Ludwig Augustinsson
Hans Carl Ludwig Augustinsson, född 21 april 1994 i Sankt Görans församling i Stockholm, är en svensk fotbollsspelare (vänsterback) som spelar för Anderlecht. Han representerar även det svenska landslaget. 
Han spelade även ishockey som ungdom i AIK.  
Augustinsson var en del av den svenska trupp som vann guld i U21-EM i Tjeckien år 2015.
Han är äldre bror till fotbollsspelaren Jonathan Augustinsson.

## Klubbkarriär

### IF Brommapojkarna
Augustinsson började spela fotboll som fyraåring i IF Brommapojkarnas fotbollsskola. Under ungdomsåren var han lagkapten i klubbens U17-lag och var på provspel i tyska Borussia Mönchengladbach samt italienska Sampdoria. Sommaren 2011 blev Augustinsson uppflyttad till A-laget. Han debuterade i Superettan den 20 augusti 2011 i en 2–0-förlust mot Östers IF. Totalt spelade Augustinsson tre matcher i Superettan under sin debutsäsong samt en match i Svenska cupen mot Gefle IF (3–1-vinst). Säsongen 2012 spelade han 27 ligamatcher och gjorde två mål samt fyra assist.

### IFK Göteborg

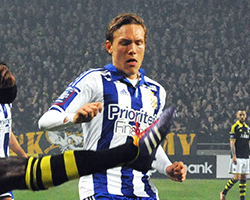
Ludwig Augustinsson spelande för IFK Göteborg

Den 6 januari 2013 värvades Augustinsson av IFK Göteborg, där han skrev på ett fyraårskontrakt. Augustinsson var ordinarie under försäsongen och gjorde två assist på fem försäsongsmatcher. Han spelade även två matcher i gruppspelet av Svenska cupen 2012/2013 (mot IK Brage och Kalmar FF), där IFK Göteborg senare vann cupfinalen över Djurgårdens IF. Ett par veckor innan premiären av Allsvenskan 2013 blev Augustinsson knäskadad i en match med Sveriges U21-landslag, vilket höll honom borta från spel i fem månader. Augustinsson gjorde comeback efter skadan den 22 augusti 2013 i en 4–0-vinst över Lunds BK i Svenska cupen. I sin allsvenska debut den 25 augusti 2013 mot Malmö FF skadade Augustinsson sig återigen, vilket höll honom borta från spel resten av säsongen.
Till säsongen 2014 gjorde Augustinsson sin andra skadecomeback och han spelade samtliga tre matcher i gruppspelet av Svenska cupen 2013/2014 (2–0-vinst mot IFK Värnamo, 10–0-vinst mot Hudiksvalls ABK och 4–2-vinst mot GIF Sundsvall) Augustinsson spelade även i kvartsfinalen mot IK Sirius som IFK Göteborg förlorade med 1–0. Den 24 september 2014 gjorde han sitt första allsvenska mål i en 4–3-vinst över Örebro SK. Augustinsson spelade totalt 28 ligamatcher under säsongen. Han spelade även fem matcher i Europa League 2014/2015.

### FC Köpenhamn
Augustinsson värvades den 6 juni 2014 av danska FC Köpenhamn, där han skrev på ett 4,5-årskontrakt med start från januari 2015. Augustinsson ersatte Pierre Bengtsson, som lämnade klubben för tyska Mainz 05 efter säsongen 2014. Övergångssumman var enligt uppgift på 13 miljoner kronor, vilket gjorde honom till den dyraste allsvenska ytterbacken som sålts genom tiderna.

#### Säsongen 2014/2015
Efter att ha spelat träningsmatcher för Köpenhamn under vinteruppehållet, fick Augustinsson göra sin Superligaen-debut mot Vestsjælland när ligan omstartade i februari. Matchen slutade med en 2–0-vinst för Köpenhamn och Augustinsson gjorde en assist till första målet innan han själv gjorde det andra. Ekstra Bladet beskrev det som en "drömdebut" och tränaren Ståle Solbakken sa att det var den bästa debuten han sett sedan sin egen debut för Köpenhamn mot rivalerna Brøndby i augusti 2000.
Augustinsson spelade totalt 15 ligamatcher under vårsäsongen och hjälpte sitt lag till en andraplats. Augustinsson gjorde även sex assister, vilket placerade honom på en tredje plats i assistligan och som den försvarare med flest assister under säsongen 2014/2015 – detta trots att han spelade mindre än hälften av matcherna.
Augustinsson var även ordinarie för Köpenhamn i Danska cupen 2014/2015. Han gjorde det matchavgörande 1–0-målet på frispark i den andra semifinalen mot Esbjerg, vilket tog Köpehamn vidare till final. I finalen mot Vestsjælland gjorde Augustinsson en assist till lagets första mål och Köpenhamn vann slutligen med 3–2. Cuptiteln var Augustinssons andra titel i karriären och hans första i Köpenhamn.

### Werder Bremen
30 januari 2017 blev Augustinsson klar för tyska Werder Bremen. Han köptes för 45 miljoner från FC Köpenhamn.
Ludwig Augustinsson imponerade i VM 2018 och efter en sommar med rykten om flera europeiska klubbar i de största ligorna kring landslagsstjärnan, så blev det klart att han förlängde med den klassiska Bundesligaklubben. I augusti 2018 förlängde han kontraktet med Werder Bremen till 2022.
En efterhängsen knäskada förstörde hela hösten 2019 för Ludwig Augustinsson som missade både spel i Bundesliga med Werder Bremen och landslagets lyckade EM-kval.
Blågults vänsterback drabbades av nya följdskador och muskelbristningar när knät läkt och var borta både kring jul och början av 2020 och även när Bundesliga återstartade efter coronauppehållet. Samtidigt gick hans klubblag Werder Bremen dåligt i Bundesliga och räddade en kvalplats för att hänga kvar i tyska högstaligan. Första kvalmötet mot Heidenheim, trea i 2. Bundesliga, på Weserstadion i Bremen slutade 0–0.
På Voith Arena i Heideheim i returmötet svarade Ludwig Augustinsson för sitt första mål för säsongen när han gjorde 2–1 i fjärde stopptidsminuten. I en kontring serverades svensken helt öppet mål med en osjälvisk passning från lagkamraten Fin Bartels. Heidenheim kvitterade sedan till 2–2 i ett dramatiskt slutskede men tack vare fler bortamål stannade Werder Bremen kvar i Bundesliga.
Säsongen 2020/21 gjorde Augustinsson totalt 28 matcher för Werder Bremen. Under dessa matcher stod han för sex stycken assist. 23 maj 2021 blev det klart att klubben åkte ur Bundesliga.

### Sevilla
Den 15 augusti 2021 blev Augustinsson officiellt klar för spanska Sevilla i La Liga. Han debuterade för klubben i La Liga den 17 oktober 2021 i en 1-0-vinst över Celta Vigo. Svensken hade svårt att spela till sig en ordinarie plats hos Sevilla även om det blev totalt 19 matcher under säsongen.

#### Utlåningar
Den 11 juli 2022 lånades Augustinsson ut till Aston Villa på ett låneavtal över säsongen 2022/2023, med option för köp. Han debuterade den 2 oktober 2022 i matchen mot Leeds United. Vänsterbacken spenderade en skadetyngd höstsäsong i Aston Villa. Han fick bara spela totalt 236 minuter fördelat på fem matcher, och bröt kontraktet.
Den 30 januari 2023 lånades han istället ut till Mallorca på ett låneavtal över resten av säsongen. Men på grund av återkommande skador blev det bara 130 minuter på fyra matcher i La Liga.
I augusti 2023 lånades Augustinsson ut till belgiska Anderlecht. Han blev ordinarie startspelare under tränare Brian Riemer. 

### Anderlecht
I augusti 2024 avslutade Augustinsson sitt kontrakt med Sevilla och återvände permanent till Anderlecht. Kontraktet sträcker sig till 2027.

## Landslagskarriär
Ludwig Augustinsson gjorde sin A-landslagsdebut med 
två matcher vid 2015 års januariturné med landslaget (mot Finland och Elfenbenskusten). Han var med i truppen till EM 2016 men spelade inte. 
När Janne Andersson blev förbundskapten startade Augustinsson i 7 av 10 VM-kvalmatcher och spelade båda matcherna när Sverige slog ut Italien i playoff. I VM 2018 spelade Augustinsson i alla matcherna och gjorde mål mot Mexiko. I andra halvlek efter fem minuter gjorde vänsterbacken 1–0. Viktor Claesson fick felträff på ett inspel från Mikael Lustig och bollen gick till Augustinsson som sköt in den via målvakten Ochoas arm. 
Det blev bara 4 matcher i EM-kvalet då Augustinsson missade stora delar av hösten 2019 på grund av en knäskada. Han var en given startspelare i det svenska landslaget och spelade samtliga matcher i Europamästerskapet i fotboll 2020 från start.

## Meriter

### Inom klubblag
IFK Göteborg
- Svenska Cupen: 2012/2013

FC Köpenhamn
- Superligaen: 2015/2016, 2016/2017
- Danska cupen: 2014/2015, 2015/2016, 2016/2017

### Inom landslag
Sverige U21
- Vinnare av U21-EM: 2015